# Bewegungsablauf

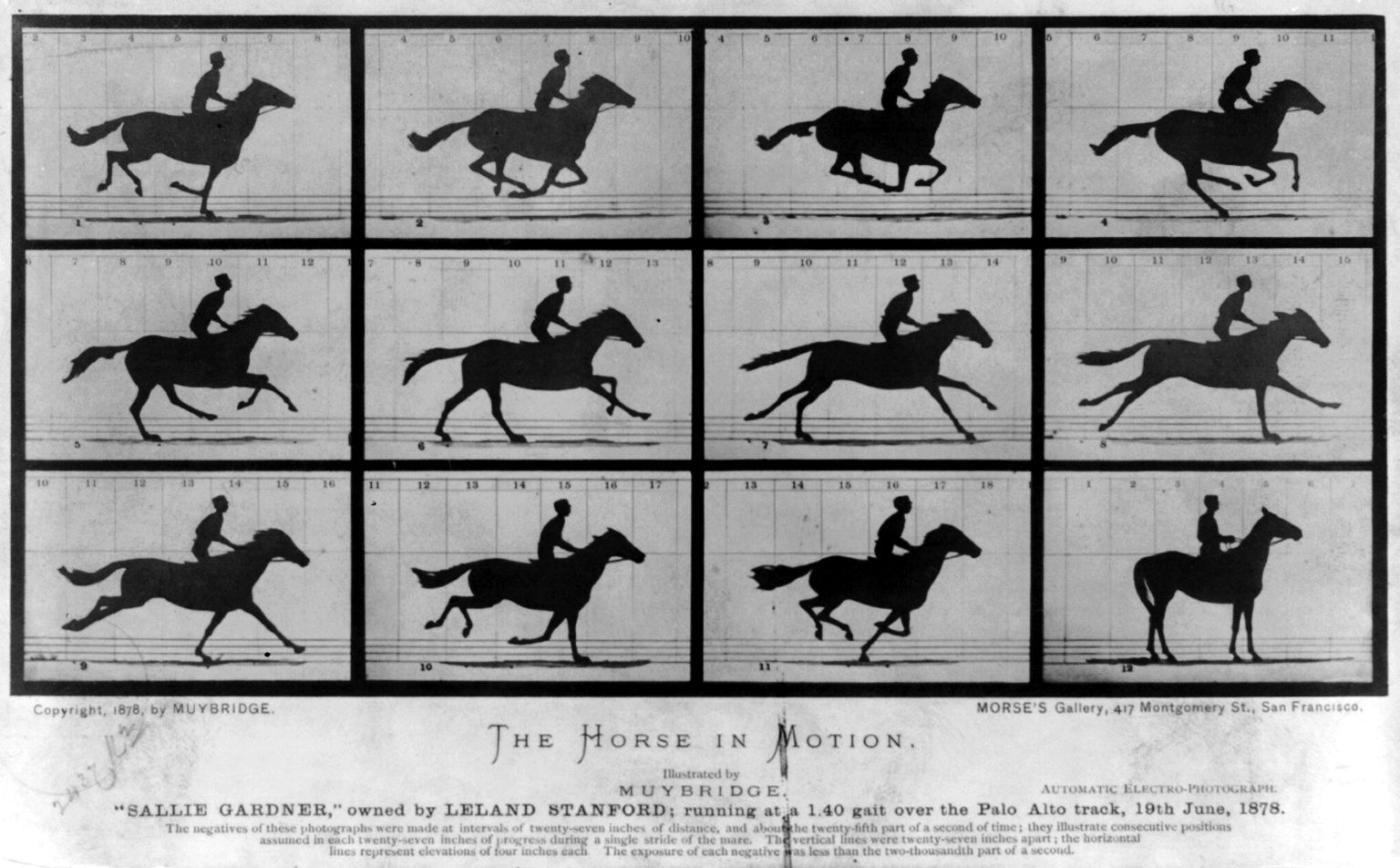
Die Bewegungsstudie The Horse in Motion von Eadweard Muybridge aufgenommen am 19. Juni 1878 zeigen den Bewegungsablauf bei einem galoppierenden Pferd mithilfe von Serienaufnahmen

Dieselben Aufnahmen als Animation

Bewegungsabläufe sind koordinierte, willkürliche Abfolgen von Einzelbewegungen, die meist fest eintrainiert sind. Die zentralnervösen Vorgänge, die Bewegungsabläufen zugrunde liegen, fasst man unter dem Begriff Motorik zusammen.
Als alltägliches Beispiel für einen Bewegungsablauf sei eine Periode bei der Gehbewegung genannt.
Sportler und Musiker trainieren ihre komplexen Bewegungsabläufe (z. B. im Turnen) auf ein Maximum an Effizienz bei einem Minimum an Kraftaufwand. Gut eingeübte Bewegungsabläufe sind „harmonisch“, laufen also gleichmäßig und in klaren Linien ab.
Krankheitsformen mit gestörten oder ganz gehemmten Bewegungsabläufen sind die Apraxien oder Akinesen.

## Analyse
Der Fotograf Eadweard Muybridge erstellte bereits Ende des 19. Jahrhunderts anatomische Studien von alltäglichen Bewegungsabläufen bei Mensch und Tier, indem er mehrere Kameras kurz hintereinander auslöste (Serienfotografie). Rund 2000 dieser Aufnahmeserien wurden veröffentlicht und dienen bis heute Wissenschaftlern und Künstlern als Schulungsmaterial. Die Blitzlichtfotografie (insbesondere mit Stroboskopblitzen) bzw. später der Film erweiterten die Möglichkeiten für das systematische Studium von Bewegungsabläufen, wie z. B. mit dem Zoopraxiscop vorexerziert. Auch Langzeitbelichtungen von Probanden, an deren Gelenken Leuchtelemente angebracht sind, geben Aufschluss über den Ablauf von Bewegungen. Nach heutigem Stand der Technik erlauben Motion-Capture-Systeme die Erstellung räumlicher Modelle.
Geeignete physikalisch-mathematische Ansätze für die Modellierung von Bewegungsabläufen liefert die Kinematik.